# Visnagar
Visnagar là một thành phố và khu đô thị của quận Mahesana thuộc bang Gujarat, Ấn Độ.

## Địa lý
Visnagar có vị trí 23°42′B 72°33′Đ / 23,7°B 72,55°Đ Nó có độ cao trung bình là 117 mét (383 feet).

## Nhân khẩu
Theo điều tra dân số năm 2001 của Ấn Độ, Visnagar có dân số 65.826 người. Phái nam chiếm 53% tổng số dân và phái nữ chiếm 47%. Visnagar có tỷ lệ 77% biết đọc biết viết, cao hơn tỷ lệ trung bình toàn quốc là 59,5%: tỷ lệ cho phái nam là 82%, và tỷ lệ cho phái nữ là 71%. Tại Visnagar, 10% dân số nhỏ hơn 6 tuổi.